# Eustache Hubert Passinges
Eustache Hubert Passinges de Préchamps, né le 24 mai 1773 à Saint-Denis (Seine-Saint-Denis), mort le 2 juin 1854 à Vernon (Eure), est un général français de la Révolution et de l’Empire.

## État des services
Il entre en service le 26 septembre 1792, comme sous-lieutenant au 67e régiment d’infanterie de ligne et du 6 juillet 1793 au 4 octobre 1794, il est suspendu de toutes ses fonctions en raison de ses origines aristocratiques. 
Il est remis en activité le 5 octobre 1794, au dépôt d’ouvriers à Strasbourg et le 7 juillet 1795, il devient aide de camp du général Bizy. Il passe lieutenant à l’état-major le 24 août 1797 et adjoint à l’adjudant général Meyer le 28 septembre 1797. Le 28 octobre 1798, il est nommé capitaine aide de camp à l’état-major général et chef de bataillon le 5 octobre 1799, à l’armée du Danube.
Le 16 avril 1803, il passe colonel premier aide de camp du maréchal Ney, il est fait chevalier de la Légion d’honneur le 25 mars 1804 et officier de l’ordre le 17 juin suivant. Le 1er février 1805 il est désigné pour prendre le commandement du 11e régiment de dragons, décision annulée le 22 février suivant. Le 14 avril 1805, il est adjudant-commandant auprès du maréchal Ney au sein du 6e corps de la Grande Armée lors de la campagne d’Autriche, ainsi que pendant les campagnes de Prusse et de Pologne de 1806 et 1807.
En 1809, il participe à la campagne d’Autriche au sein de la réserve de cavalerie et il est créé chevalier de l’Empire le 14 juin 1810. Le 24 janvier 1811, il est chef d’état-major de la 19e division militaire et le 30 mai 1812, il occupe la même fonction à la 2e division d’infanterie, puis le 4 juillet il passe dans la 30e division d’infanterie pour la campagne de Russie. En 1813, il fait partie du 9e corps d’armée lors de la campagne en Saxe et il est fait prisonnier le 11 novembre 1813, lors de la capitulation de Dresde.
De retour en France le 17 juin 1814, il est fait chevalier de Saint-Louis le 27 novembre 1814, et il est nommé chef d’état-major de la 6e division militaire par le maréchal Ney le 22 décembre 1814. 
Lors des Cent-Jours, il est promu général de brigade le 10 avril 1815, affecté à l’état-major de la 1re division militaire à Paris.
Au retour des Bourbons à la Seconde Restauration, son grade de général n’est pas confirmé et il redevient colonel, puis il est mis en non-activité le 1er septembre 1815, date de son départ pour la Pologne. Il rentre en France le 17 décembre 1823 et le 20 août 1824, il est nommé maréchal de camp honoraire.
Il meurt le 2 juin 1854, à Vernon.

## Armoiries
| Armoiries | Nom du chevalier et blasonnement |
| --------- | --- |
|           | Chevalier Eustache Hubert Passinges de Préchamps et de l'Empire, décret du 15 août 1809, lettres patentes du 14 juin 1810. De sable, au pal d'argent chargé en abîme d'une grenade d'azur enflammée de gueules, accompagnée à dextre d'une main gantelée d'argent, mouvant de la pointe en barre, tenant une épée haute en pal d'argent, montée d'or ; à sénestre d'une main gantelée d'argent mouvant de la pointe en bande et tenant un compas ouvert d'or, à pointes d'argent ; bordure de gueules du tiers de l'écu au signe des chevaliers, posé au deuxième point en chef - Livrées : les couleurs de l'écu. |

## Dotations
- le 19 mars 1808, dotation de 2 000 francs sur les biens réservés en Westphalie.

## Sources
- (en) « Generals Who Served in the French Army during the Period 1789 - 1814: Eberle to Exelmans »
- Thierry Pouliquen, « Les généraux français et étrangers ayant servis [sic] dans la Grande Armée » (consulté le 7 septembre 2014)
- « La noblesse d'Empire » (consulté le 7 septembre 2014)
- (pl) « Napoléon.org.pl »